# Kraftwerk Escatrón
Das Kraftwerk Escatrón ist ein Gas-und-Dampf-Kombikraftwerk in der Gemeinde Escatrón, Provinz Saragossa, Spanien. Die installierte Leistung des Kraftwerks beträgt 804 (bzw. 818) MW.

## Eigentümer und Betreiber
Das Kraftwerk wurde in den 1950er Jahren durch Empresa Nacional Calvo Sotelo errichtet. Die Anlagen wurden mit Braunkohle betrieben. Der Transport der Braunkohle erfolgte auf der Schiene über eine Eisenbahnlinie, die ursprünglich Anfang der 1950er Jahre gebaut wurde, um die Braunkohle zu transportieren. In den ersten Jahren stammte die Braunkohle aus den Minen Andorras. Im Jahr 1972 wurde das Eigentum an das Kraftwerk auf Endesa übertragen.
Im Jahr 2008 übernahm E.ON das Kraftwerk im Zusammenhang mit der Übernahme der Endesa durch Enel. E.ON gab seine Aktivitäten auf der iberischen Halbinsel 2015 an den Macquarie European Infrastructure Fund ab; nach der Übernahme wurde E.ON España in Viesgo umbenannt. Repsol übernahm das Kraftwerk 2018 von Viesgo im Rahmen eines Kaufs mehrerer Kraftwerke.

## Kraftwerksblöcke
Das Kraftwerk besteht gegenwärtig aus einem Block. Die folgende Tabelle gibt einen Überblick:
| Block | Einheit | Max. Leistung (MW) | Betriebsbeginn | Turbine          | Generator | Dampfkessel | Status      |
| ----- | ------- | ------------------ | -------------- | ---------------- | --------- | ----------- | ----------- |
| 1     |         | 50                 | 1953           |                  |           |             | Stillgelegt |
| 2     |         | 60                 | 1955           |                  |           |             | Stillgelegt |
| 3     |         | 62,5               | 1958           |                  |           |             | Stillgelegt |
| 4     | 1       | 265                | 2007           | Ansaldo, Siemens | Ansaldo   | Ansaldo     |             |
| 4     | 2       | 265                | 2007           | Ansaldo, Siemens | Ansaldo   | Ansaldo     |             |
| 4     | 3       | 275                | 2007           | Ansaldo          | Ansaldo   |             |             |

Die Blöcke 1 bis 3 wurden mit Braunkohle befeuert. Die Erzeugung lag 2009 bei 4,561 Mrd. kWh.